# HGSNAT
L'héparane-alpha-glucosaminide N-acétyltransférase ou HGSNAT est une enzyme de type acyltransférase.